# 長崎市立滑石中学校
長崎市立滑石中学校（ながさきしりつ なめしちゅうがっこう、Nagasaki City Nameshi Junior High School）は、長崎県長崎市大園町にある公立中学校。略称「滑中」（かっちゅう）又は（なめちゅう）。

## 概要
歴史
滑石団地の開発で、滑石地区の人口が増加したことより、1969年（昭和44年）に新設された。2014年（平成26年）に創立45周年を迎える。
校訓
「北の誇り」- 2011年（平成23年）に制定された。
校章
羽ばたく鳥をモチーフに「中」の文字に形どったもの。
校歌
歌詞は3番まであり、各番に校名の「滑石中学校」が登場する。
校区
長崎市立大園小学校校区すべて、長崎市立北陽小学校校区一部、長崎市立虹が丘小学校校区一部。

## 沿革
- 1969年（昭和44年）
  - 4月1日 - 長崎市滑石町364番地（滑石団地内）に長崎市初の団地中学校として「長崎市立滑石中学校」（現校名）が開校。
    - 校区の変更により、長崎市立岩屋中学校から2年生79名、3年生61名が編入。

  - 4月8日 - 入学式を挙行。85名が入学し、全校生徒数が255名（6学級）となる。
  - 7月7日 - 開校式を挙行。
  - 9月27日 - 長崎市と西彼杵郡時津町の間で教育事務委託規約が締結され、滑石団地内横尾地区（当時・時津町）の生徒を滑石中学校に通学させることになる。
    - 経費は時津町が負担し、期限は1971年（昭和46年）3月31日まで。その後規約は1年間更新され、1973年（昭和48年）4月1日に横尾地区は長崎市に編入された。

  - 10月 - 校歌を制定。
- 1970年（昭和45年）10月5日 - プールが完成。
- 1972年（昭和47年）4月1日 - 体育館が完成。
- 1976年（昭和51年）1月13日 - 校門が完成。
- 1980年（昭和55年）
  - 4月1日 - 長崎市立横尾中学校の新設により、横尾小学校区すべてと北陽小学校区一部の生徒を横尾中学校に移す。
  - 8月31日 - ナイター設備を設置。
- 1986年（昭和61年）4月1日 - 特殊学級を設置。
- 1987年（昭和62年）3月31日 - 広島県廿日市市立七尾中学校と平和交流学習を実施。
- 1989年（平成元年）
  - 3月7日 - 格技場が完成。
  - 3月13日 - 体育館を増改築。
- 1991年（平成3年）4月1日 - 長崎県内の中学校で初めて帰国生徒対象の日本語教室を開設
- 1993年（平成5年）4月1日 - 文部省（現文部科学省）の協力指定校として中国帰国生徒教育を開始。
- 1996年（平成8年）3月31日 - グラウンドを改修。南側テニスコートが完成。
- 2004年（平成16年）2月1日 - 学習開放事業を開始。
- 2006年（平成18年）4月 1日  通級指導教室「ステップルーム」を開設。
- 2010年（平成22年）11月30日 - 耐震化工事を完了。
- 2011年（平成23年）
  - 2月22日 - 校訓「北の誇り」を制定。
  - 3月11日 - 同窓会から銅鑼が寄贈される。
- 2012年（平成24年）2月28日 - 校訓碑を建立。

## 部活動
- 2002年 - 男子バスケットボール部が全国中学校バスケットボール大会にて準優勝。

## アクセス
最寄りの鉄道駅
- JR九州 長崎本線 「道ノ尾駅」

最寄りのバス停
- 長崎バス・長崎県営バス「大園小学校前」

最寄りの国道・県道
- 長崎県道28号長崎畝刈線

## 周辺
- 長崎市立大園小学校
- 長崎市立滑石小学校
- 滑石大神宮
- カトリック滑石教会

## 関連事項
- 長崎県中学校一覧